# 이재성 (육상 선수)
이재성(2001년 6월 18일~)은 대한민국의 육상 선수로 주 종목은 단거리 달리기이다. 

## 경력
2023년 중국 항저우에서 열린 아시안 게임 육상 4×100m 계주에서 동메달을 획득하며 37년만에 아시안 게임 4×100m 계주에서 메달을 획득하였다.
2025년 5월 대한민국 구미에서 열린 2025년 아시아 선수권 대회에 대한민국 국가대표로 참가했으며 4×100m 계주에서 금메달을 획득하였다.
2025년 7월 독일에서 열린 세계대학경기대회 육상 4×100m 계주에서 우승하였다. 200m에서도 동메달을 획득하며 멀티메달을 기록하였다.